# Oceania Football Confederation
L'Oceania Football Confederation, meglio nota con l'acronimo OFC, è l'organismo di governo del calcio in Oceania. Istituito nel 1966 e da allora affiliato alla FIFA, sovrintende all'organizzazione di tutte le manifestazioni ufficiali per club e squadre nazionali in ambito continentale.
Come ambito geografico rappresenta il continente oceaniano con l'eccezione di alcune nazioni che hanno preferito aderire all'Asian Football Confederation (AFC): l'Australia (affiliata all'AFC dal 1º gennaio 2006, dopo essere stata parte dell'OFC), Guam (affiliata all'AFC dal 1992) e le Isole Marianne Settentrionali (associata all'AFC senza essere membro della FIFA).

## Compiti istituzionali

La giurisdizione dell'OFC

L'OFC rappresenta le federazioni calcistiche dell'Oceania e organizza competizioni ufficiali per squadre nazionali e per club. È una delle sei confederazioni continentali affiliate alla FIFA.
Alla fase finale dei Mondiali di calcio Germania 2006 era rappresentata dall'Australia che, iscrittasi all'AFC il 1º gennaio 2006, ha effettuato le qualificazioni come iscritta dell'OFC. Alla fase finale dei Mondiali di calcio Sudafrica 2010 è stata rappresentata dalla Nuova Zelanda che, con tre pareggi in altrettante partite, è risultata, al termine del torneo, l'unica imbattuta. In precedenza le nazionali oceaniane furono rappresentate dall'Australia nel 1974 e dalla Nuova Zelanda nel 1982 (in entrambi i casi si svolse un torneo congiunto tra AFC ed OFC). Complessivamente l'OFC è stata rappresentata al Mondiale quattro volte: due ciascuno dall'Australia (nel 1974 e nel 2006, anno nel quale è entrata a far parte dell'AFC), e dalla Nuova Zelanda (nel 1982 e nel 2010). La partecipazione di due componenti della OFC alla massima competizione FIFA rappresenta il minor numero di partecipanti per una confederazione continentale. Con il passaggio della fase finale del mondiale a 48 squadre nel 2026, l'OFC avrà un posto garantito, senza più la necessità di disputare gli spareggi per la qualificazione per la vincitrice delle eliminatorie confederali.

## Origine
L'OFC è stata fondata il 15 novembre 1966.

### Presidenti
| N. | Anno      | Presidente          | Note |
| -- | --------- | ------------------- | ---- |
| 1  | 1968-1970 | William Walkley     |      |
| -  | 1970-1972 | Jack Cowie          |      |
| -  | 1972-1972 | Vic Tuting          |      |
| 2  | 1972-1978 | Jack Cowie          |      |
| 3  | 1978-1982 | Arthur George       |      |
| 4  | 1982-2000 | Charles Dempsey     |      |
| -  | 2000-2003 | Johnny Tinsley Lulu |      |
| -  | 2003-2004 | Tautulu Roebuck     |      |
| 5  | 2004-2010 | Reynald Temarii     |      |
| 6  | 2010-2018 | David Chung         |      |
| 7  | 2018-     | Lambert Maltock     |      |

## Competizioni OFC

### Competizioni per squadre nazionali

#### Esistenti
- Coppa delle nazioni oceaniane, campionato oceaniano per squadre nazionali
- Campionato oceaniano di calcio Under-23, campionato oceaniano per squadre nazionali Under-23
- Campionato oceaniano di calcio Under-19, campionato oceaniano per squadre nazionali Under-19
- Campionato oceaniano di calcio Under-16, campionato oceaniano per squadre nazionali Under-16
- OFC Youth Development Tournament, campionati oceaniani misti per squadre nazionali giovanili
- Coppa delle nazioni oceaniane (calcio a 5), campionato oceaniano per squadre nazionali di calcio a 5
- Campionato oceaniano di beach soccer, campionato oceaniano per squadre nazionali di beach soccer
- Coppa delle nazioni oceaniane femminile, campionato oceaniano per squadre nazionali femminili
- Campionato oceaniano femminile Under 20 di calcio, campionato oceaniano per squadre nazionali femminili Under-20
- Campionato oceaniano femminile Under 16 di calcio, campionato oceaniano per squadre nazionali femminili Under-16

### Competizioni per club

#### Esistenti
- OFC Champions League, coppa dei campioni di club oceaniani
- OFC Women's Champions League, coppa dei campioni di club femminili oceaniani
- OFC Futsal Champions League, coppa dei campioni di club oceaniani di calcio a 5

## Federazioni
Status delle federazioni calcistiche dell'Oceania

### Società Affiliate
| Nazione            | Federazione                           | Anno di adesione | Membro FIFA |
| ------------------ | ------------------------------------- | ---------------- | ----------- |
| Samoa Americane    | Football Federation American Samoa    | 1998             | SI          |
| Isole Cook         | Cook Islands Football Association     | 1994             | SI          |
| Figi               | Fiji Football Association             | 1966             | SI          |
| Kiribati           | Kiribati Islands Football Federation  | 2007             | NO          |
| Nuova Caledonia    | Fédération Calédonienne de Football   | 1999             | SI          |
| Nuova Zelanda      | New Zealand Football                  | 1966             | SI          |
| Papua Nuova Guinea | Papua New Guinea Football Association | 1966             | SI          |
| Samoa              | Football Federation Samoa             | 1986             | SI          |
| Isole Salomone     | Solomon Islands Football Federation   | 1988             | SI          |
| Tahiti             | Fédération Tahitienne de Football     | 1990             | SI          |
| Tonga              | Tonga Football Association            | 1994             | SI          |
| Tuvalu             | Tuvalu National Football Association  | 2006             | NO          |
| Vanuatu            | Vanuatu Football Federation           | 1988             | SI          |

NB: Lo sfondo grigio scuro indica le Federazioni che hanno aderito all'OFC nell'anno della fondazione (1966).

### Ex membri
Affiliate FIFA:
- Australia (1966–1972, 1978–2006)[2]
- Taipei cinese (1976–1978, 1982–1989)
- Israele ha partecipato alle qualificazioni alla Coppa del Mondo 1986 e 1990 per ragioni politiche, nonostante non sia mai diventato ufficialmente un membro OFC.

Non affiliate FIFA:
- Isole Marianne Settentrionali (1983–2009), ora associato AFC
- Niue (OFC 1983–2021), rimossa per inattività[3]

### Nazionali partecipanti alle fasi finali dei Campionati del Mondo
- 3:  Nuova Zelanda
- 2:  Australia (più 4 come membro AFC, a cui è iscritta dal 2006)